# Maximilian Teschner
Maximilian Teschner (* 28. März 1901 in Düsseldorf; † 30. November 1984 in Sulzbach-Rosenberg) war ein deutscher Politiker (GB/BHE) und Mitglied des Niedersächsischen Landtages.

## Leben
Maximilian Teschner absolvierte eine landwirtschaftliche Ausbildung, die er als promovierter Diplom-Landwirt mit seiner Arbeit zum Thema „Die Brauchbarkeit des Roggens gegenüber dem Hafer in der Fütterung landwirtschaftlicher schwerer Arbeitspferde“ an der Universität Breslau abschloss.
Vom 24. Oktober 1953 bis 6. November 1953 war er Mitglied des Niedersächsischen Landtages (2. Wahlperiode).